# Emilio Cao
Emilio Cao (Santiago de Compostela, 1953 - Santiago de Compostela, 25 de mayo de 2025) fue un músico, compositor y cantautor español de música folk y tradicional gallega, intérprete de arpa celta y recuperador de este instrumento medieval en Galicia.

## Biografía
Sus inicios musicales están ligados a varios grupos de su ciudad, participando en el proyecto Brétema. A continuación trabaja como acompañante en el colectivo Voces Ceibes donde comienza a componer sus propias canciones.
A mediados de los años setenta participa en conciertos por toda Europa. A su regreso comienza a practicar con un arpa de segunda mano, siendo autodidacta con este instrumento con el que pronto comenzaría a componer. En 2024 fue galardonado con el premio honorífico «Martín Codax» de la música, por la revitalización del arpa celta en la música gallega. Falleció, a los 72 años de edad, el 25 de mayo de 2025 en el Hospital Clínico de Santiago de Compostela.

## Producción musical
Edita su primer disco en 1977: Fonte do Araño, e inicia su relación con otros intérpretes de arpa, como la galesa Elsie Thomas o el bretón Alan Stivell. Estrecha también lazos con músicos portugueses del movimiento «Cantores de abril». En posteriores trabajos colabora con músicos como John Renbourn, Luis Delgado, Luis Paniagua, Carlos Núñez o Begoña Olavide; así como con Ruper Ordorika, Fausto, Siniestro Total y Maite Dono, la cual ha versionado algunas de sus canciones más conocidas.[cita requerida]
En su discografía destaca su interés por la cultura gallega con referencias a escritores y musicalizando poemas de los más importantes autores gallegos como Rosalía de Castro o Manuel Antonio (a quien dedica Cartas Mariñas). También ha colaborado con autores contemporáneos como Suso de Toro, Anxo Rei Ballesteros, Roberto Vidal Bolaño, Eduardo Alonso o Xulio Lago.

## Curiosidades
El grupo musical Siniestro Total le dedicó una canción, Emilio Cao (David Watts), perteneciente a su primera maqueta de 1982, pero editado en el disco Bailaré sobre tu tumba en 1985. El mismo tema se reeditó en la nueva edición del disco ¿Cuándo se come aquí? en 2002.

## Discografía
- Fonte do Araño. (Zafiro, 1977).
- A Lenda da Pedra. (Guimbarda, 1979).
- No manto da auga. (Guimbarda, 1981).
- Amiga Alba e Delgada. [1986] (Boa-Do Fol, 1998, reedición)).
- Cartas Mariñas. [1992] (Boa-Do Fol, 1998, reedición).
- Sinbad en Galicia. [1996] (Boa-Do Fol, 1998, reedición).